# António Rodrigues
António Alexandre Sarsfield Rodrigues  (ur. 29 października 1905 w Leça de Palmeira, zm. 17 lipca 1994 w Fajozes) – portugalski lekkoatleta (sprinter), uczestnik igrzysk olimpijskich w Los Angeles w 1932 r.

## Występy na igrzyskach olimpijskich
Rodriques  wystartował raz na igrzyskach olimpijskich w 1932 r. Wziął udział w zmaganiach lekkoatletycznych. Brał udział w dniu 31 lipca w biegu na dystansie 100 m. W pierwszym biegu eliminacyjnym zajął piąte miejsce z czasem 11,5 s. i nie awansował dalej.

## Rekordy życiowe
- Bieg na 100 metrów – 10,6 s. (2 lipca 1932, Porto) były rekord Portugalii[1]